# جون ديفيد بارتو
جون ديفيد بارتو (بالإنجليزية: John-David F. Bartoe)‏ (و. 1944 – م) هو رائد فضاء، وعالم فيزياء فلكية، وفيزيائي، وعالم فلك من الولايات المتحدة الأمريكية . ولد في Abington Township .

## ريادة الفضاء
شارك في المهمات الفضائية:
- STS-51-F.

## التعليم
تعلم في جامعة جورجتاون، وLehigh University